# Albert Wolff (dirigent)

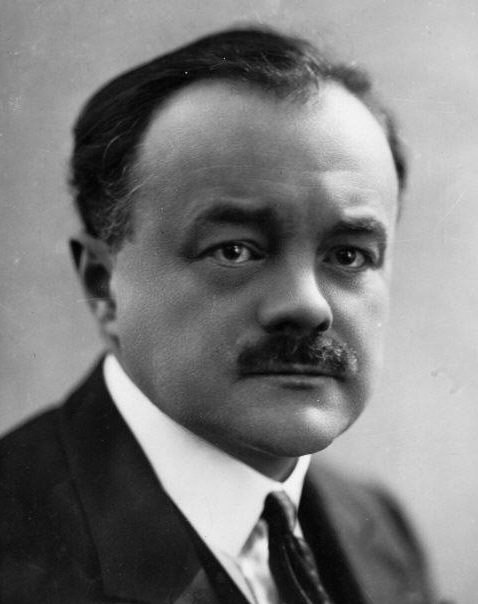
Albert Wolff

Albert Wolff (Parijs, 19 januari 1884 – aldaar, 20 februari 1970) was een Frans dirigent en componist van Nederlandse afkomst.

## Leven en werk
Wolff werd in Parijs geboren als zoon van een Nederlandse vader en een uit Bretagne afkomstige moeder. Hij had een Frans paspoort. Al jong, hij was 12 jaar, werd hij toegelaten tot het Conservatorium van Parijs. Hij studeerde piano en orgel, later ook compositie en orkestdirectie. Tegelijkertijd speelde hij piano in cabaretvoorstellingen. Hij was van 1906 tot 1910 organist-titularis in de Église Saint-Thomas-d'Aquin in hartje Parijs. Op zijn 22e studeerde Wolff af met eerste prijzen in harmonieleer en begeleiding. Hij trouwde in 1904 met Fanny David. Het echtpaar kreeg drie zoons en een dochter. In 1940 huwde hij de Franse mezzosopraan Simone Ballard.
Wolff dirigeerde vooral in Frankrijk, maar trad ook elders in Europa op. In 1919 werd hij dirigent aan de Metropolitan Opera in New York, waar hij vooral het Franse repertoire uitvoerde. Ook hield hij daar zijn eigen opera l'Oiseau Bleu ten doop. Gedurende de Tweede Wereldoorlog was hij dirigent in Buenos Aires. Hij is het meest bekend geworden als chef-dirigent van de Opéra-Comique in Parijs. Wolff stond bekend als een uitstekend muziekpedagoog. De Nederlandse organist en dirigent Charles de Wolff behoorde tot zijn leerlingen.

## Grammofoonopnames
Al in 1928 nam Wolff een paar grammofoonplaten op de Berliner Philharmoniker in 1928. In de jaren dertig maakte Albert Wolff vele opnamen van de Franse orkestrale muziek voor Polydor in Parijs. In de jaren vijftig nam hij voor Decca onder andere een volledige Carmen op van Georges Bizet. En er volgden nog vele andere opnamen.

## Composities
Opera's
- Sœur Béatrice (1911; Nice, 1948)
- Le marchand de masques (Nice, 1914)
- L'oiseau bleu (New York, 27 december 1919)

Balletmuziek
- Le clochard, naar een scenario van zijn zoon Pierre

Muziek voor orkest
- La randonnée de l'âme défunte
- Concert voor fluit (1943)
- Symfonie in A

Ander werk
- Requiem voor solisten en koor (Concerts Pasdeloup, 25 maart 1939)